# Praeteropus monachus
Praeteropus monachus — вид сцинкоподібних ящірок родини сцинкових (Scincidae). Ендемік Австралії. Описаний у 2021 році.

## Поширення і екологія
Praeteropus monachus відомі з типової місцевості, розташованої на горі Еббот, в басейні річки Бердекін, на висоіт 800 м над рівнем моря.